# Rafał Hadziewicz

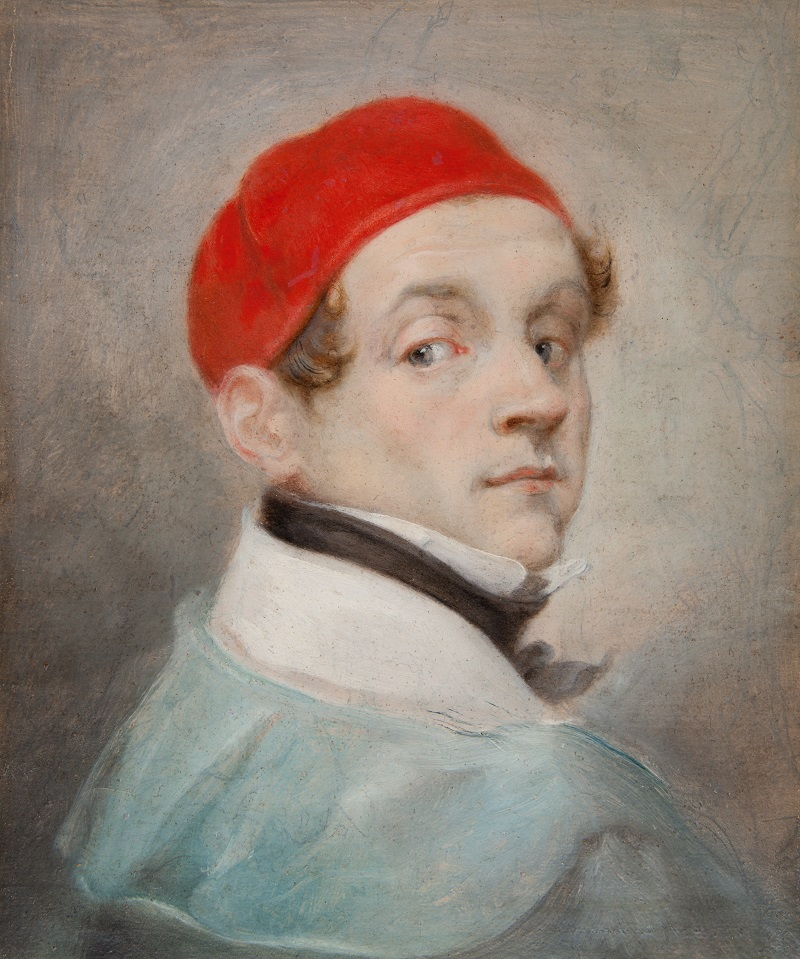
Chân dung tự họa đang đội mũ đỏ

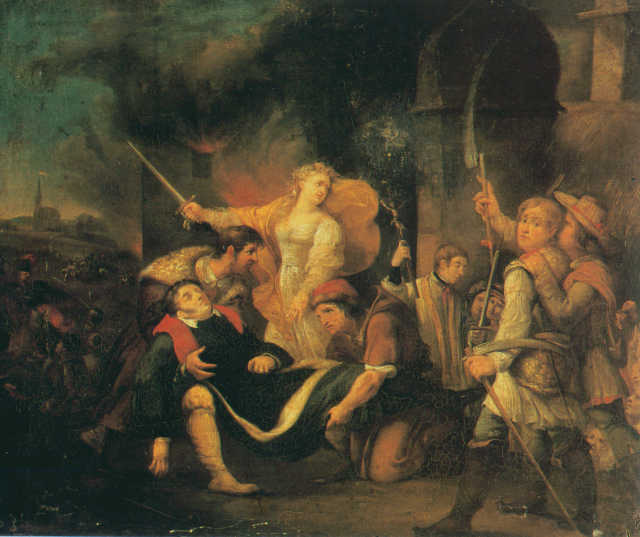
Sự qua đời của Henryk Ignacy Kamieński

Rafał Hadziewicz (sinh ngày 13 tháng 10 năm 1803 tại Zamch – mất ngày 7 tháng 9 năm 1883 tại Kielce) là một họa sĩ người Ba Lan. Ông chủ yếu vẽ tranh chân dung và tranh tôn giáo. Ông cũng là một chuyên gia về văn hóa cổ đại.

## Tiểu sử
Trong các năm 1816-1822, Rafał Hadziewicz theo học tại Trường trung học Hoàng gia (trước đây là Học viện Zamojski) ở Szczebrzeszyn. Kế đến, ông theo học Khoa Mỹ thuật tại Đại học Warsaw, làm học trò của Antoni Brodowski và Antoni Blank..  Nhờ được nhận học bổng của "Bộ giáo dục công và các vấn đề tôn giáo" vào năm 1829, Rafał Hadziewicz ở Dresden trong một thời gian ngắn, sau đó đến Paris để theo học tại École des Beaux-Arts, trở thành học trò của Antoine-Jean Gros. Năm 1833, ông ở Rome và  tìm được một công việc trong xưởng vẽ của Bertel Thorvaldsen.
Năm 1834, Rafał Hadziewicz chuyển đến Kraków. Tại đây, ông vẽ nhiều tranh tường tôn giáo và kết hôn vào năm 1835. Ngày nay, mọi người có thể chiêm ngưỡng những tác phẩm tranh tôn giáo của ông tại các nhà thờ ở Szczebrzeszyn, Lisów và Łęczyca.
Năm 1839, Rafał Hadziewicz chuyển đến Moskva và làm giáo sư dạy vẽ cho Khoa Toán tại Đại học Quốc gia Moscow. Năm 1844, ông quay lại Warsaw và trở thành giáo sư tại Trường Mỹ thuật trong giai đoạn 1846-1864. Một số học trò nổi bật của ông là Władysław Czachórski, Józef Brodowski, Franciszek Kostrzewski, Pantaleon Szyndler và Alfred Kowalski. Năm 1871, ông nghỉ hưu và lui về Kielce.
Rafał Hadziewicz mất ngày 7 tháng 9 năm 1883 tại Kielce. Ông được chôn cất tại Nghĩa trang Powązki ở Warsaw..